# Quest for Glory II: Trial by Fire
Quest for Glory II: Trial by Fire es el segundo videojuego de la serie Quest for Glory de Sierra On-Line, y la secuela de Hero's Quest: So You Want to Be a Hero.

## Jugabilidad
La interfaz del juego es un analizador de texto, que requiere que el jugador ingrese comandos de una lista establecida (pero desconocida) para que el personaje realice acciones.
El juego sigue el camino de su predecesor, aunque con distinciones en la jugabilidad. La mayor parte del juego se desarrolla en la ciudad ficticia, y en un marco de tiempo restringido; toda la trama concluye en 30 días. Muchos de los acertijos del juego no aparecen o no se podrán resolver hasta ciertos días. Esto mantiene la jugabilidad en una narrativa lineal y ajustada. El juego también es difícil de navegar, ya que tiene una perspectiva y un sistema de mapeo extraños. Los problemas con la navegación se ven agravados por el diseño laberíntico de la ciudad ficticia. Este diseño se empleó como una forma primitiva de gestión de derechos digitales: completar las primeras misiones era muy difícil sin el mapa del manual proporcionado con las compras del videojuego. Esta dificultad se reduce una vez que el jugador obtiene un mapa mágico que transporta a su personaje instantáneamente a los puntos de acceso.
El jugador tiene la oportunidad de avanzar con su personaje, explorar misiones secundarias y hacer que el personaje adopte una carrera apropiada para su clase y habilidad. Por ejemplo, un usuario de magia puede ganar el título de «Mago» con el patrocinio del mago Erasmus si puede superar una serie de desafíos mágicos y graduarse del Instituto de Magos de Tecnocery. Un luchador puede ganarse una membresía en la Orden Eterna de Luchadores. Un ladrón puede realizar varios robos, incluido el chiste recurrente de robar el Halcón Maltés. Sin embargo, el jugador no queda excluido de diferentes misiones secundarias según la clase. Si el personaje es un luchador con alguna habilidad mágica (por ejemplo, un usuario de magia importado de Quest for Glory I que juegue como luchador), este entrenamiento cruzado se puede utilizar para completar otras misiones. Es posible que el personaje se convierta en un mago, complete todos los robos del juego y se una a la Eternal Order of Fighters.
El juego contiene muchas referencias a la cultura pop, como el Monstruo de las Galletas, y easter eggs como poder ponerse gafas de rayos X en un momento determinado para ver a un personaje desnudo.
Este también es el primer juego de la serie en el que el héroe puede recibir el título de Paladín. Para lograr este estado, el héroe debe actuar honorablemente durante todo el juego y Rakeesh, el león-centauro, le entregará su espada de Paladín, Soulforge. Dado que el título de Paladín se otorga al final del juego, las habilidades de Paladín y Soulforge solo se pueden usar con personajes que sean importados a Quest for Glory III: Wages of War y juegos posteriores.
El juego cuenta con un sistema de combate en tiempo real.

## Trama
La historia está inspirada en varios mitos e historias de Oriente Medio, incluyendo Las mil y una noches.
Quest for Glory II se desarrolla en la ciudad de Shapeir y sus alrededores, una tierra que también alberga a los Katta, criaturas humanoides parecidas a los gatos. Inmediatamente después de los eventos del primer juego, el recién proclamado Héroe de Spielburg viaja en una alfombra voladora con sus amigos Abdulla Doo, Shameen y Shema a la ciudad desértica de Shapeir. La ciudad está amenazada por elementales mágicos de fuego, tierra, viento y agua, mientras que el Emir Arus al-Din de la ciudad hermana de Shapeir, Raseir, está desaparecido y su ciudad ha caído bajo la tiranía.
Después de derrotar a los cuatro elementales que amenazan a Shapeir, el Héroe viaja a la ciudad de Raseir, a la que le falta su emir. Allí, Khaveen lo encarcela y, bajo hipnosis, ayuda al malvado y tiránico mago Ad Avis a resucitar al malvado genio Iblis. En la lucha final, el Héroe ataca el palacio y lucha con Ad Avis, quien cae a su presunta muerte rogando por la ayuda de su Amo Oscuro. Como agradecimiento por el éxito del Héroe en la liberación de Raseir y la restauración de su esplendor perdido, el Sultán de Shapeir, Harun al-Rashid, recompensa al Héroe adoptándolo como su hijo.

## Desarrollo
Según Corey Cole, desarrollador y productor del juego, Quest for Glory II costó 450.000 dólares. Trial by Fire fue el último juego EGA creado por Sierra On-Line, y siguió procesos de desarrollo pensados para los juegos VGA gráficamente superiores que le siguieron, lo que dificultó su desarrollo.
El manual está ilustrado por el artista de Marvel Comics, Ernie Chan.

### Personajes y referencias
Quest for Glory II es el único juego de la serie sin ninguna influencia de Erana. Sin embargo, sí presenta una referencia a Erana, ya que aparece en uno de los retratos de grandes magos en el Instituto de Magos de Tecnocery. Si el Héroe solicita su patrocinio en su iniciación como mago, se le dice que Erana no ha estado respondiendo a las convocatorias del instituto durante muchos años.
Hay varios easter eggs a lo largo del juego, como la nave espacial Enterprise de la serie de televisión Star Trek que aparece durante los créditos iniciales. El astrólogo parece haberse basado en Omar Khayyám.
Al igual que en los otros juegos de la serie, hay una gran cantidad de bromas internas y referencias mitológicas, especialmente, de «Las mil y una noches». Una de ellas es el nombre del sultán, Harun al-Rashid.
El juego contiene muchas referencias a películas clásicas. La escena de la caravana es un homenaje a Lawrence de Arabia. El señor Ferrari y Ugarte, personajes interpretados por Sydney Greenstreet y Peter Lorre en la película Casablanca, aparecen en Raseir, al igual que el Halcón Maltés de la película del mismo nombre, en la que también aparecen Greenstreet y Lorre en otros papeles. Las caricaturas de los Hermanos Marx también juegan un papel importante.
Hay varias referencias a otros juegos o películas en la tienda del mago Keapon Laffin: una muñeca de la princesa Rosella (de la serie King's Quest), un muñeco del Monstruo de las Galletas y una muñeca de Amberes (una referencia al primer juego), entre otras cosas.
La ciudad final de este juego es Raseir, un anagrama de Sierra, la compañía que produjo el juego, y el antagonista, Ad Avis, lleva el nombre del entonces nuevo director creativo de Sierra, Bill Davis. Ambos nombres fueron elegidos por los diseñadores como parodias, como referencias sutiles a una atmósfera cambiante dentro de Sierra: Raseir es una ciudad orwelliana, Ad Avis su dictador totalitario.

## Recepción
Aunque el juego es generalmente muy querido, su aspecto de gestión del tiempo tuvo una recepción mixta, con algunos críticos sintiéndolo arbitrario.
La revista británica ACE le dio a la versión de Amiga una puntuación de solo 600 de 1000, elogiando su tamaño, pero criticándola por sus gráficos medios, música chirriante, lentitud y por la gran cantidad de intercambio de discos necesarios para jugar. En 1991, Dragon le dio al juego 5 de 5 estrellas. Computer Gaming World afirmó que el juego era más lineal y menos rejugable que su predecesor, pero tenía una excelente conclusión.
Tanto Michael Baker como Tyler Willis de RPGamer le dieron al juego 4 de 5 estrellas, elogiando la fuerte narrativa del juego, la excelente escritura y el diseño gráfico.
En 2011, Adventure Gamers nombró a Quest for Glory II como el 81.º mejor juego de aventuras jamás lanzado.

## Legado
Quest For Glory II es el único juego de la serie que no se originó ni se rehizo más allá del motor gráfico EGA de Sierra On-Line. Sin embargo, AGD Interactive lanzó una nueva versión VGA del juego utilizando el motor Adventure Game Studio el 24 de agosto de 2008.